# Obârșia
Obârșia is een Roemeense gemeente in het district Olt.
Obârșia telt 3042 inwoners.